# Mildred Wiley

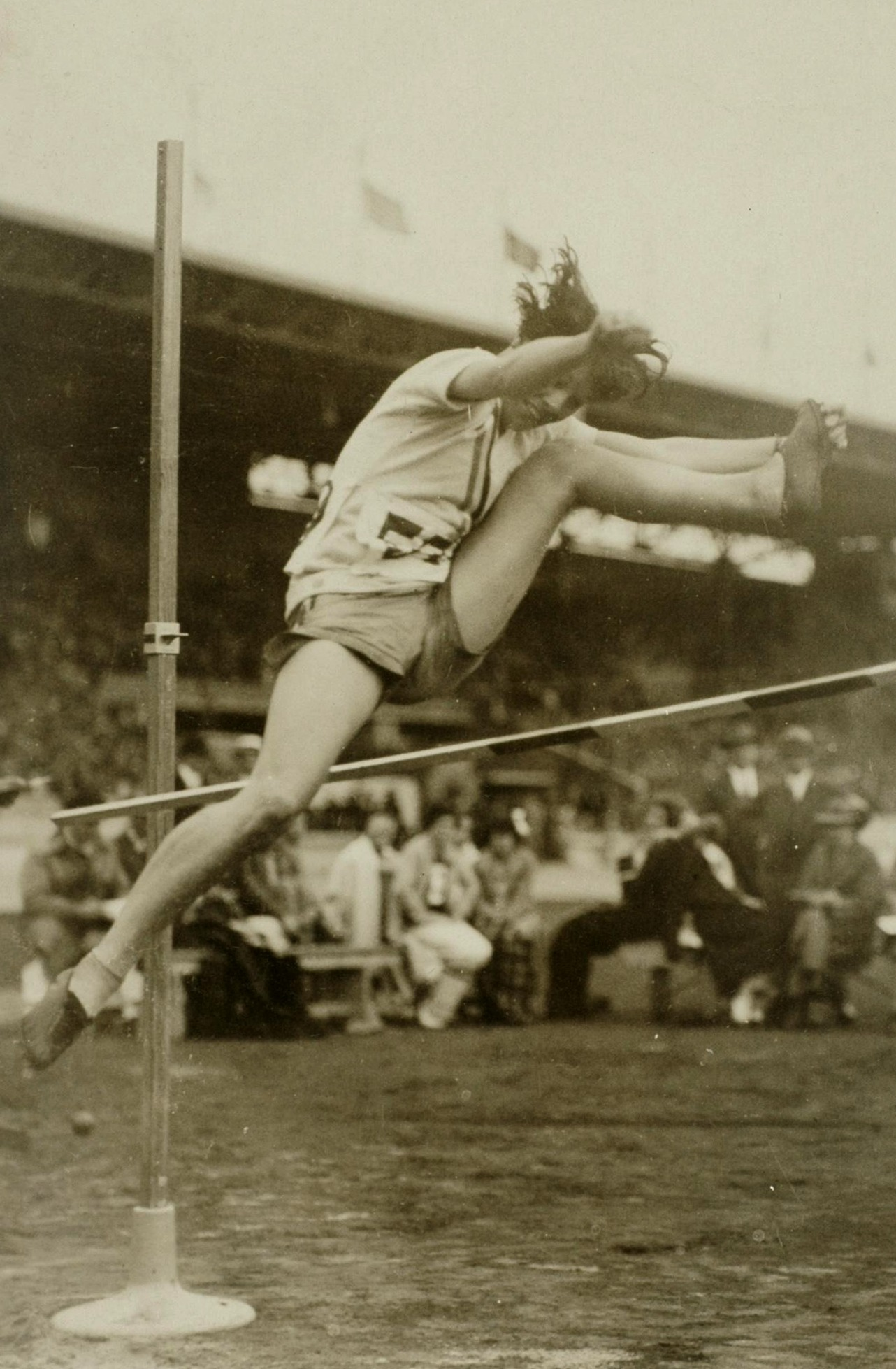
Mildred Wiley 1928

Mildred Wiley (Mildred Olive Wiley, verheiratete Dee; * 3. Dezember 1901 in Taunton, Massachusetts; † 7. Februar 2000 in Bourne, Massachusetts) war eine US-amerikanische Hochspringerin.
1927 und 1928 wurde sie nationale Hallenmeisterin. Als US-Freiluftmeisterin trat sie bei den Olympischen Spielen 1928 in Amsterdam an und gewann die Bronzemedaille.
Ihr Sohn Bob Dee war in den 1960er Jahren American-Football-Spieler bei den Boston Patriots.